# Бихејвиористичке науке и рачунарство
Бихејвиористичке науке и рачунарство се односи на истраживања бихејвиористичких наука на пољу интеракције људи и рачунара. Употреба брзих дигиталних рачунара у кућама, школама и на радним мјестима, покренула је велики број истраживачких студија у бихејвиористичким наукама још од 1950их. Пошто су рачунари постали један битан дио свакодневног живота, многе студије бихејвиористичких наука су усмјерене на њихово коришћење. Истраживања и даље настављају да се раде, пошто брзи технолошки напредак и даље развија нове производе и апликације, из којих настају нове форме интеракције људи и рачунара. Неки од примјера су: друштвена интеракција путем е-поште, друштвених мрежа, ћаскања и дискусионих група; употреба комерцијалних веб сајтова за куповину и банковне операције; употреба интернета и мултимедијалних софтверских пакета за учење у школама и код куће; употреба паметних мобилних телефона, ручних и таблет рачунара за посао, личне потребе и разоноду; сарадња у дијељеним радним просторима помоћу кабловских и бежичних рачунарских мрежа; телекомуникације путем интернета; учествовање у синхроним и асинхроним комуникацијама; и учествовање у виртуелним заједницама, друштвеним мрежама и њиховим окружењима.

## Категорије истраживања
Рачунарска истраживања на пољу бихејвиористичких наука се могу представити у складу са три категорије: (1) антецедентно-консеквентни ефекти, (2) израда модела и (3) индивидуално-социјалне перспективе. Прва категорија, антецедентно-консеквентни ефекти, поставља слиједећа питања: Како варијабилност у људским способностима, особинама и предучинком утиче на коришћење рачунара? Како употреба рачунара утиче на варијабилност у људским способностима, особинама и на каснији укупан учинак? Друга категорија, израда модела, састоји се од истраживања о природи људских способности и учинка, употребом метафора из области рачунарских наука и сродних области. Овдје је бихејвиористички научник најприје заинтересован за разумијевање природе човјековог бића, али користи рачунарске метафоре за опис и објашњење човјековог понашања. Израда модела такође може почети са претпоставкама о природи људских бића, на примјер, ограничењима људске пажње или мотивације које служе као основа за развој нових производа и апликација. У овом случају бихејвиористички научник је углавном заинтересован за развој производа, али такође може истраживати начине употребе већ постојећих. Такви подаци могу послужити за измјену првобитне претпоставке о људском учинку, што заузврат доводи до укупног побољшања циљаног производа. Трећа категорија, индивидуално-социјалне перспективе, истражује ефекте повећања доступности и прихватања рачунара у свакодневном животу и у људским друштвеним односима. Питања која се овдје постављају су слиједећа: Да ли рачунари служе да изолују или да повезују појединце једне с другима? Које су импликације недостатка доступности или прихватања рачунара у савременим културама? Ове три радне категорије у рачунарским бихејвиористичким наукама се међусобно не искључују као што ни границе међу њима нису фиксне нити чврсто зацртане.

## Антецедентно-консеквентна истраживања

### Карактерне особине
Истраживања спроведена од 1970их, у настојању да идентификују који тип особе ће највјероватније користити рачунар и сродне информационе технологије, проширила су знање о тим технологијама на основу ког су настале професије које се баве њиховим развојем и тестирањем. У скорије вријеме, велика пажња је посвећена људском понашању на интернету. Фактори карактера су се овдје показали као веома битни за дефинисање понашања. Студије показују да су нека психичка стања и особине као екстровертност, интровертност, стидљивост, анксиозност и неуротичност повезане са употребом рачунара. Екстровертне особе су отворене, друштвене, уживају у стимулацији и генерално се сматра да су друштвене, за разлику од интровертних које су усмјерене на саме себе, рефлексивне, тихе и уздржавају се од друштвених интеракција. Степен екстровертности и интровертности је у вези са многим аспектима свакодневног живота, укључујући избор струке, учинак у радним групама и интерперсонално функционисање. Ране студије су сугерисале да напредни корисници рачунара имају тенденцију да буду интровертни а посебно је способност за програмирање рачунара повезивана са интровертношћу. Скорашње студије показују мањи однос између интровертности, екстровертности и степена употребе рачунара или сродних фактора као што су рачунарска анксиозност, позитиван однос према рачунарима и програмерска стручност или способност. Међутим, одлука да се развије каријера на пољу рачунарства или у сродним областима, још увијек показује неку везу са интровертношћу.
Неуротичност је тенденција за бригу, да се буде узнемирен и нерасположен и да се покажу негативне емоције и погледи на свијет. Студије о студентима и индивидуама који користе рачунаре у радним окружењима, показала су да је неуротичност повезана са анксиозношћу према коришћењу рачунара и уопште негативном ставу према њима. Неуротичне индивидуе имају тенденцију да буду слаби корисници рачунара, са изузетком интернета, гдје постоји позитивна корелација између неуротичности и неких понашања на интернету. Више је вјероватно да ће неуротични људи, за разлику од других, да се укључе у ћаскање, друштвене мреже и дискусионе групе као и да на мрежи траже адресе других људи. Могуће је да је оваква употреба интернета посредована осјећајем усамљености, тако да, како се неуротичар удаљава од других својим негативним понашањем, он почиње да се осјећа усамљеним и онда креће да тражи везе с другима онлајн. Анксиозни људи, међутим, мање користе интернет за потрагу за информацијама и многи налазе мноштво хипервеза и њихову организацију, веома узнемирујућим. Стидљивост, као специфична врста анксиозности, повезана са социјалним ситуацијама, отежава појединцима интеракцију с другима и стварање друштвених веза. Већа је вјероватноћа да ће се стидљиви људи укључити у друштвене интеракције на мрежи него изван ње и могу много лакше да стварају везе с другима. Овдје постоји опасност да што се више укључују у друштво на мрежи, смањује се вјероватноћа да ће комуницирати с другим људима у стварном свијету. Међутим, било је неких индикација по којима стидљиви људи који крену да граде друштвене везе на мрежи, такође постају мање стидљиви у својим односима изван ње.
Како многи људи проводе све више времена на интернету, умјесто у стварном свијету, бихејвиористички научници су забринути да ће постати изоловани и изгубити кључну друштвену подршку. Неколико студија подржава ову забринутост, налазећи да је коришћење интернета повезано са смањеним обимом личне друштвене мреже и стварне комуникације, самоћом и потешкоћама у породици и на послу. Каплан и сар., сугерише да ове посљедице могу резултовати из постојећих психосоцијалних услова као што су депресија, ниске самоефикасности, као и из негативних процјена самопоуздања, што чини неке људе сусцептибилним за осјећања самоће, кривице и осталих негативних осјећања, тако да значајно вријеме потрошено на мрежи за њих постаје проблематично, али не у свим случајевима. Постоје неки докази о позитивним ефектима употребе интернета. Учествовање у друштвеним мрежама може умањити усамљеност и депресију код неких појединаца а повисити самопоштовање, осјећај припадности, и перципиране доступности особа којима се могу повјерити или од којих би могли затражити неку помоћ, укључујући и материјалну. Међутим, Каплан упозорава да неприродан квалитет комуникација на мрежи, са друштвеном анонимношћу и лошим социјалним моментом, представља лошу замјену за односе лицем у лице и да овај нови контекст комуникације бихејвиористички научници тек почињу да разумијевају.
Како рачунарске технологије постају саставни дио многих аспеката живота, све је важније знати користити их на најбољи могући начин. То је тешко за појединце којима технологија узрокује анксиозност што чини да буду изузетно опрезни са рачунарима. Изложеност рачунарима и обука за њихово коришћење може смањити ову анксиозност, нарочито ако се обука одвија у опуштеном окружењу и малим групама са пријатељским корисничким интерфејсом рачунарског система, обезбједе демонстрације и упутства у писаној форми, и понуде стратегије учења које помажу да се нове ствари лако интегришу са оним што је већ познато. Међутим, неки појединци показују веома висок степен анксиозности када је у питању коришћење рачунара тако да су добили име рачунарски фобичари. Овдје је страх од рачунара веома интензиван и ирационалан, а излагање употреби рачунара може узроковати различите знаке узнемирености, укључујући дрхтање, фацијалне изразе узнемирености и физичко или комуникативно блокирање. У екстремним случајевима, примјећена је генерализована анксиозна реакција на било који тип технологије и она је названа технофобија. Карактер ових типова појединаца, са оваквим фобијама, је другачији у поређењу са оним којима је само непријатно да користе рачунар. Појединци са великом дозом анксиозности према рачунарима имају карактеристике личности као што је низак ниво упорности у рјешавању проблема и одликује их неспособност да затраже помоћ од других. Раније поменуте методе обуке ће мање вјероватно имати користи у случају појединаца који показују тешке облике рачунарске фобије или веома високе нивое неуротичности. У овим случајевима су неопходни интензивни интервенциони напори, пошто је анксиозност према рачунарима повезана са обрасцем личности обиљеженом једним општим анксиозним понашањем, а не изолованим страхом од рачунара погоршаним због недостатка искуства са технологијом.

### Родне разлике
Дугогодишње студије су показале да је род појединца битан фактор у интеракцији са рачунарима. Родне разлике се јављају у скоро свакој области рачунарства, укључујући професионалне задатке, игре, интеракцију на мрежи и програмирање и показано је да су мушкарци генерално напреднији корисници рачунара од жена, мада скорије студије показују да се родне разлике у способностима коришћења рачунара видно смањују. Те промјене су посебно видљиве у школама и требало би да постану јасне када садашњи школарци постану радна снага. У случају интернета, мушкарци и жене имају сличан укупан ниво употребе, али се разликују у обрасцима његовог коришћења. Мушкарци су чешће укључени у прикупљање информација и ствари које чине да се забаве, док жене проводе више времена у комуникативним функцијама, у потрази за друштвеним интеракцијама на мрежи. Жене користе е-пошту више него мушкарци и уживају више размјењујући е-поруке и налазе интернет много више корисним за друштвене интеракције. Ове разлике се јављају рано. Дјечаци и дјевојчице, концептуализују рачунаре на другачији начин једни од других, тако да дјечаци виде рачунаре више као играчке, намијењене за разоноду и забаву, и заинтересовани су за њих као за машине, док их дјевојчице виде као алат да остваре нешто што желе да ураде, нарочито у погледу друштвених интеракција. Ово може бити, дијелом, посљедица разлика у идентитету родне улоге, аспекта личности који је повезан са, али не и у потпуности предодређен биолошким полом. Родни идентитет је нечији доживљај самога себе као мушко и/ или женско. И мушкарци и жене имају особине које су стереотипно приказане као мушке (на примјер, асертивност) као и особине које су стереотипно приказане као женске (на примјер, одгајање) и неријетко виде себе у улози посједовања како мушких тако и женских особина. Коришћење рачунара се међутим разликује међу онима са високим мушким као и међу онима са високим женским родним идентитетом. Сужавање јаза у родној употреби рачунара може бити посљедица промјене схватања улоге полова.

### Старосна доб
Мид и сар. су анализирали неколико посљедица употребе рачунара код старијих одраслих особа, укључујући повећану друштвену интеракцију и менталну стимулацију, повишено самопоуздање и побољшање општег задовољства животом. Међутим, напоменули су да су мање шансе да старије особе користе рачунар у односу на млађе као и да у мање случајева посједују сопствени рачунар; имају више потешкоћа са учењем како да користе нову технологију и суочавају се са посебним изазовима прилагођавања технологијама заснованим на рачунарима које су некада биле засноване на интеракцији лицем у лице као што је случај са данашњим аутоматизованим чекирањем возних и авионских карти или банкоматима. Они такође праве више грешака и треба им више времена да заврше неки задатак који укључује коришћење рачунара. У вези ових фактора Мид и сар. су предложили психолозима да примјене стечена знања из проучавања ефеката старости на когницију како би се развили одговарајући типови рачунарске обуке и интерфејса рачунарских система за старије одрасле особе. Овакви интерфејси би могли да обезбједе јасније индикације кориснику о претходно праћеним хипервезама, како би се надокнадили могући пропусти, посебно у епизодама слабљења памћења, као и да користе курсоре са већим зонама активирања како би се компензовала смањена моторна контрола.

### Склоности ка коришћењу рачунара
Фактори интелигенције или склоности, такође су предсказатељи употребе рачунара. Заправо, просторне способности, математичке вјештине у рјешавању проблема и разумијевање логике могу бити бољи предсказатељи од фактора личности и карактера. Проучавање начина учења, способности визуелизације као и склоности корисника, откриле су да они са вишим способностима визуелизације праве боље резултате од оних са нижим, па је и учење рачунарских система било лакше за оне са вишим него за оне са нижим способностима визуелизације. Висока способност визуелизације је неријетко у вези са просторним и математичким способностима, што је директно у вези са коришћењем рачунара, позитивним ставом о њима као и вишим степеном постигнућа на курсевима обуке за рачунаре. Други су открили да као и когнитивне способности, количина претходног искуства са коришћењем рачунара, у случају активности као што је играње игрица или писање, представљају бољи предсказатељ склоности ка рачунарима од особина личности. То је највероватније зато што људи који имају више позитивних ставова о употреби рачунара, имају веће склоности да их користе. Међутим, студије обуке са људима који имају негативне ставове према рачунарима, откривају да одређени тип изложености употреби рачунара побољшава ставове тих људи о рачунарима и доводи до њиховог учесталијег коришћења. Неколико истраживача је тврдило да ставови овдје играју улогу посредника у коришћењу рачунара, олакшавајући искуство с њима, што заузврат унапређује знања и вјештине као и вјероватноћу њиховог учесталијег коришћења. Неки други истраживачи су сугерисали да су ставови посебно битни у односу на апликације које захтијевају врло мало или никаквих посебних рачунарских вјештина, док когнитивне способности и вјештине могу да играју веома важну улогу у одређивању рачунарских активности као што су програмирање и дизајн.

### Ставови o коришћењу рачунара
Овдје су рађена истраживања у вези појединачног коришћења рачунара и испитивани ставови о утицају рачунара на друштво. Истраживања о ставовима према, и лакоћи у вези коришћења рачунара код појединаца, претпостављају да су когнитивне, афективне и бихевиоралне компоненте умијешане у њихове реакције на рачунаре. Другим ријечима, појединац може да вјерује да ће рачунар помоћи или одмоћи учинку обављања неког одређеног задатка или посла (когнитивна компонента); такође може уживати да користи рачунар; или може доћи до анксиозности (афективна компонента); или појединац жели, односно избјегава да има искуство са рачунаром (бихејвиорална компонента). У сваком случају понаособ, предмет анализе је став појединца о самом себи, приликом интеракције са рачунарима. Став о коришћењу рачунара је овдје битан посрједник између фактора карактера појединца и фактора когнитивних способности.
Ставови појединаца у вези са утицајем рачунара на друштво су различити. Док неки вјерују да рачунари дехуманизују људе и умањују стварну друштвену интеракцију, као и да представљају потенцијалну пријетњу друштву, други их виде као нешто што ослобађа и унапрјеђује човјеков развој у друштву. Ови различити ставови, могу да утичу на лично понашање појединца према рачунарима, али такође имају потенцијални утицај на њих, поводом њихових погледа и схватања о коришћењу рачунара у случају других појединаца као и на њихове ставове о технолошким промјенама у различитим околностима и окружењима.
Бројне студије су показале да се анксиозност у вези коришћења рачунара, негативно односи на количину искуства са рачунарима као и на степен повјерења у интеракције људи и рачунара. Као што је већ поменуто, људи који показују нервозу као општу карактеристику своје личности, показују вишу дозу анксиозности када је у питању коришћење рачунара. Поред овога, анксиозност или страх према математици као и вјеровање да рачунари имају негативан утицај на друштво, такође имају директну везу са анксиозношћу према рачунарима. Дакле, овдје су обе врсте ставова, негативан став према сопственом коришћењу рачунара и негативан став о утицају рачунара на друштво, јасан предсказатељ анксиозности према рачунарима и сродним технологијама уопште.
Обука у раду с рачунарима, показује да ставови одраслих ученика о рачунарима постају позитивни. То јест, ставови о сопственој интеракцији с рачунарима и ставови о њиховом утицају на друштво генерално постају много позитивнији као резултат инструкција путем курсева за обуку у раду с рачунарима у образовним институцијама, као и у случају специјално дизајнираних обука на различитим радним мјестима.

### Утицај рода на ставове о рачунарима
Родне разлике у ставовима о коришћењу рачунара, иако све мање изражене, јављају се релативно рано, током основне школе и трају у одраслом добу. По многим студијама, студенти имају већи број позитивних ставова о рачунарима од студенткиња, изражавају веће интересовање за њих, имају више повјерења у своје рачунарске способности, и такође у више случајева сматрају да су рачунари корисни у друштву, и то се показало у студијама у скоро сваком старосном добу. Једна студија је показала умјерену разлику између мушкараца и жена по питању њихове личне анксиозности у вези коришћења рачунара, са женама које показују мало виши ниво у односу на мушкарце и нешто виши степен негативних ставова о утицају рачунара на друштво. Анализа ове студије је показала да су ове родне разлике у вези са понашањем према рачунарима, дијелом повезане са разликама у анксиозности. Када је она стављена под контролу, изгледа да постоји врло мало разлика између мушкараца и жена у вези понашања према рачунарима. Чини се да анксиозност посредује неке родне разлике у понашању према рачунарима. Друге студије потврђују да су родне разлике у погледу односа према рачунарима због фактора искуства и става о њима. У поређењу с мушкарцима, чини се да жене пријављују виши степен анксиозности када је у питању коришћење рачунара, осјећају се мање способним да их користе и у више случајева се осјећају мање задовољним. Међутим, када истраживачи контролишу ниво задатака који се сматрају мушким или женским и /или контролишу разлике у претходним искуствима с рачунарима, родне разлике губе скоро у потпуности свој значај.
Средњошколци се разликују по роду у својим реакцијама на мултимедијални интерфејс за учење и могу имати различите изворе суштинског задовољства приликом коришћења рачунара. Дјечаци посебно уживају у контроли над рачунарима и траже помоћ за навигацију у рачунарским играма, док дјевојке више воле мирније игре које укључују писање и траже помоћ других умјесто да саме покушају да пронађу навигационе контроле. Ово показује да на родне разлике у ставу према рачунарима могу дијелом утицати искуства са родним преференцама рачунарског интерфејса, као и да се однос дјевојака поводом коришћења рачунара побољша уколико се обрати пажња на родне преференце приликом дизајна интерфејса као и на типове задатака који се представе за рјешавање. Родне разлике у обрасцима употребе интернета код одраслих, подржавају овај закључак. Када појединци могу сами и слободно да изаберу типове задатака које ће обављати на мрежи, родне разлике у укупном збиру нестају, мада ће се показати да мушкарци чешће претражују информације и траже забаву, док се жене усмјеравају на друштвену интеракцију.
Друге студије показују да разлике у ставовима према рачунарима варирају у зависности од природе задатка. У једној студији, студентима је дато да рјешавају једноставније или више сложене рачунарске задатке. Студенти и студенткиње се нису разликовали у ставовима након рјешавања једноставнијих задатака. Међутим, након рјешавања сложенијих задатака, студенти су пријавили већу дозу самоефикасности (као што су осјећања везана са успјешно рјешавање проблема и контролу), него студенткиње. Овакви резултати указују да поред анксиозности, недостатак самопоуздања више погађа жене него мушкарце, када је у питању коришћење рачунара. Обука не умањује увијек ове разлике: иако већина полазника рачунарских курсева постаје мање анксиозна током обуке, јављају се и ситуације да жене постану анксиозније. Ово повишење анксиозности се може десити чак и када жене током обуке пријаве пропратно повишење ужитка у коришћењу рачунара. Кроз обуку, генерално и мушкарци и жене имају више позитивних друштвених ставова о рачунарима и доживљавају их чак као жива бића а не или мање као машине.
Сажетак досадашњег стања информација о ставовима око коришћења рачунара, показује да они у вези сопственог коришћења рачунара, имају везе са личном анксиозношћу око његовог коришћења као и са страхом од математике. Те везе се више јављају код жена него код мушкараца. Међутим, како жене имају више рачунарског искуства, веза између анксиозности и коришћења рачунара се умањује, а родне разлике нестају. Изгледа да је неколико фактора понашања укључено у коришћење рачунара, укључујући страх од математике, осјећања самоефекасности и самопоуздања, лични ужитак и позитивне погледе на корисност рачунара за друштво.

### Став о рачунарима на радном мјесту
Рачунари се користе на разне начине у пословним организацијама а однос према њима као и рачунарске вјештине оних који их користе, могу утјецати како на свакодневне задатке које треба извршити рутински тако и на способност предузећа да се одрже ефикасним и конкурентним. Степен успјешности рачунарског система на радном мјесту се неријетко приписује ставовима које о њему имају радници, његови крајњи корисници, који користе интернет и интранет апликације за комуникацију и обављање пословних задатака, дијељене радне просторе, финансијске апликације, системе за управљање базама података, софтвер за статистичку и другу анализу података, као и софтвер за израду веб страница и графику. Студије фактора који утичу на ставове о рачунарским технологијама и прихватање одређених технологија, показала су да су три фактора најбитнија за одређивање прихватања одређене технологије као и за однос крајњих корисника према њој. То су: перципиране предности приликом употребе одређене технологије за унапрјеђивање радног учинка, перципирана лакоћа коришћења, и степен ужитка током њене употребе. Предвиђена организациона подршка, укључујући и техничку подршку, као и подстицаји из домена менаџмента у вези расподјеле ресурса, имали су значајан ефекат на перципиране предности у вези побољшања радног учинка, тако да је то додатни фактор у одређивању да ли корисници успјешно користе одређене системе. Студија је такође показала да је перципирани потенцијал за побољшање радног учинка био под утицајем степена до ког је информациони систем примљен као одговарајући и у складу са постојећим потребама, вриједностима и прошлим искуствима његових потенцијалних усвојитеља. И поред свега реченог, ово и друга истраживања показују, да је перцепција по којој ће систем побољшати радни учинак на пословним задацима далеко најснажнији предсказатељ његовог прихватања и употребе.
У већини случајева, истраживања о ставовима запослених према рачунарима на радном мјесту, откривају да рачунари највећим дијелом имају позитивне ефекте на посао, чине га занимљивијим и /или повећавају радну ефикасност запослених. Запослени који пријављују негативне ставове, обично као разлог наводе повишену сложеност посла због употребе рачунара умјесто повишење ефикасности. Такође изражавају негативне ставове о потреби за додатном обуком као и да им се умањује осјећај компетентности. Та помијешана осјећања могу бити у вези са њиховим ставовима око задовољства послом. Када се повиси осјећај конфузије и фрустрације око рачунарских система, задовољство послом опада. Негативна осјећања о сопственој способности да користе рачунаре на ефикасан начин, доводе до тога да искажу веће незадовољство послом у цјелини.
Рачунарски проблеми у вези са радом, могу повисити стрес. Проблеми са рачунарским системима као што су блокирања, потешкоће са приступом систему, недостатак обучености са софтвером, итд., често резултују повећањем укупног радног времена, перцепцијом повећања обима посла и притиска, тако да се умањује осјећај контроле над послом. У оваквим ситуацијама, рачунари могу бити виђени као силе које нарушавају радни учинак, чак и када корисници имају генерално позитиван став о њима. Постоје неке индиције по којима се појединци разликују у својим реакцијама на проблеме са рачунарима, као и да те разлике имају неку улогу око погледа о корисности рачунара на послу. Старији запослени који се осјећају угроженим због коришћења рачунара, имају тенденцију да се жале да губе вријеме и пријављују здравствене проблеме узроковане употребом рачунара, док други, истог старосног доба а који имају неутралнији или позитивнији став према рачунарима, пријављују далеко мање проблема.
Рачунарски системи који подржавају радну сарадњу могу олакшати рад на групним пројектима омогућавајући његовим члановима да заједно раде на једном пројекту са различитих мјеста и у различито вријеме. Кунзер и сар. су разматрали смјернице за ефикасан дизајн и употребу ових система. Да би такав систем био ефикасан, важно је да су његове функције транспарентне како би био употребљив, као и да пружи структурирани информациони простор за специфичне задатке за одређену групу. Системи засновани на веб-порталима који посједују све ове радне просторе могу доста побољшати сарадничке радне активности. Међутим, системи који имају проблема са употребљивошћу и не узимају у обзир јединствене потребе корисника, нису добро примљени а самим тим се и не користе. На примјер, неадекватне консидерације у вези преференци корисника у погледу софтверских апликација, могу учинити да корисницима постане немогуће да раде са иначе познатим алатима. У том случају је врло вјероватно да ће корисници пронаћи друге начине да сарађују било изван мреже или у издвојеним, мање координираним апликацијама. Успјешни системи дијељеног радног простора обезбјеђују основне компоненте које подржавају различите формате датотека са контролом ревизија; календаре са функцијама претраге; обавјештења о конфликтима распореда у календарима и подешавање приоритета; хијерархијске асинхроне дискусије са могућношћу прикључивања докумената, обавјештења о примљеној е-пошти и дефинисање права приступа; и управљачке компоненте за контакт, пројекат и ток развоја задатака и послова. Коначно, напредни дијељени радни простори омогућавају њихово подешавање за различите сценарије сарадње.
Разлике у рачунарској анксиозности и негативним ставовима о утицајима рачунара на друштво вјероватније су у неким професијама него у другим. Појединци на стручним и руководећим пословима генерално показују више позитивних ставова према рачунарима. Посебне околности неких послова могу утјецати на став појединаца и појачати неке од ових разлика. Мидкоф је утврдио да релативне количине рачунарских и нерачунарских пословних задатака, карактеристике самог посла (као што су коришћење разноликих вјештина, ниво значаја додјељених активности и аутономија), и когнитивни захтјеви (нпр. сложеност) рачунарских задатака, у интеракцији једни с другима утичу на ставове према коришћењу рачунара. Када су карактеристике посла такве да захтијева врло мало од запосленог и када је рачунарска компонента посла такође таква да има низак ниво когнитивних захтјева (као што је случај са механичким уношењем низова података), ставови према коришћењу рачунара су негативни а на посао се гледа негативно пропорционално с растом утрошеног времена у нискокогнитивно захтијеван задатак. Међутим, ако је већи дио радног времена утрошен у високо-когнитивно захтијеван пословни задатак који укључује коришћење рачунара, ставови о њиховом коришћењу и уопште према самом послу, биће много позитивнији.